# Jaciment de Can Nadal
Can Nadal es un jaciment de Llagostera (Gironès), declarat Bé cultural d'interès local.
Es troba als camps de la Masia de Can Nadal, a prop de la carretera de Vidreres a la Costa Brava i ocupant part de les planes de transició entre la plana de Llagostera i la Costa pel corredor del Ridaura. Possiblement està relacionat amb Can Roure i Can Font, ja que ocupa els mateixos planells. Fou descobert per J. Calvet i P. Sais (membres del Museu Arqueològic de Llagostera) i es tracta del primer dels jaciments en superfície que fou conegut a Llagostera. El jaciment disposa únicament de 10 peces, trobades pels descobridors: 9 fragments de sílex i 1 fulla amb secció triangular i una petita escotadura lateral. A partir d'aquest material ha sigut considerat conjunt del Leptolític.